# Ushuaia
Ushuaia je grad na otoku Isla Grande de Tierra del Fuego, Argentina, najjužniji grad na svijetu i važna luka na kanalu Beagle, zaljev Ushuaia. Grad ima 78.290 stanovnika (2023.). Ova argentinska luka udaljena je više od 3000 km od Buenos Airesa i oko 1000 km od Antarktike.
Naselili su ga 1870-ih godina salezijanski misionari, a prvi stanovnici ovih krajeva bili su Indijanci Ona i Yahgan. Na otok prvi dolazi u petom mjesecu 1871. časni Thomas Bridges, a u rujnu 1871. dolaze u Ushuaiu Allen Gardiner, Thomas Bridges i njegova žena Mary Ann Varder s kćerkom Mary starom 9 mjeseci. Ovo si bili prvi bijeli ljudi što su se nastanili u Ognjenoj zemlji. Već sljedeće (1872.) rodio se na otoku prvi bijeli dječak Thomas Despard Bridges, a sedam godina kasnije (1879.) i prva djevojčica, Bertha M.  Bridges, preminula 1968. 
Godine 1884. argentinska mornarica pod vodstvom 'comodora' Augusto Laserre, pristat će uz Ushuaiu i 12 listopada iste godine izvjesiti argentinsku zastavu, pa će se taj datum ubuduće slaviti kao rođendan grada. U početku je služio kao naselje i zatvor. Tada je argentinska vlada koristila zatvor u Ushuaii za smještaj najopasnijih kriminalaca, koji su često radili na gradnji cesta i drugih infrastrukturnih objekata.
Ushuaia 27. lipnja 1885. postaje glavni grad Tierre del Fuego. Za lokalnu ekonomiju važno je ribarstvo, stočarstvo i eksploatacija drveta. Ushuaia je također poznata po svojim čokoladama i svježim morskim plodovima.